# Onthophagus rectilamina
Onthophagus rectilamina là một loài bọ cánh cứng trong họ Bọ hung (Scarabaeidae).